# König-Heinrich-Denkmal

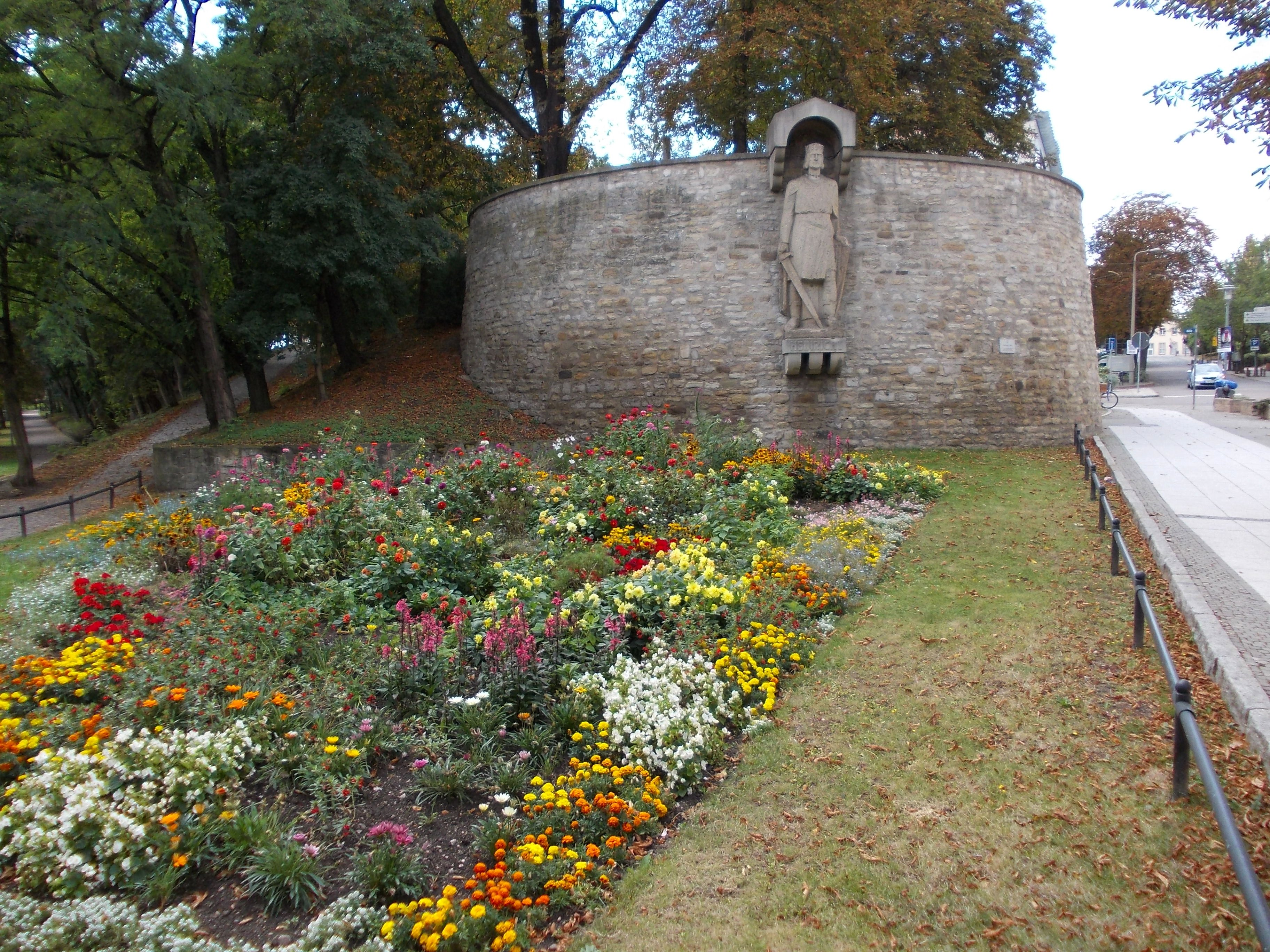
Skulptur von König Heinrich I. in Merseburg

Das König-Heinrich-Denkmal in Merseburg in Sachsen-Anhalt ist eine denkmalgeschützte Skulptur. Sie ist im örtlichen Denkmalverzeichnis unter der Erfassungsnummer 094 20112 als Baudenkmal verzeichnet.
Da König Heinrich I. Merseburg nach 919 ausbauen ließ, gilt er als Gründer der Stadt. Im Jahr 1933 feierte man das 1000-jährige Bestehen der Stadt mit einer Festwoche. In dieser Festwoche, am 24. Juni 1933, wurde das steinerne Denkmal eingeweiht. Geschaffen wurde es vom örtlichen Bildhauer Paul Juckoff.
Das Denkmal zeigt einen überlebensgroßen Heinrich I. königlich gekleidet mit einem Schwert in der rechten Hand. Er steht auf einem Sockel mit seinem Namen als Inschrift.
Das Denkmal befindet sich in der Bahnhofsstraße, an der Ostseite der alten Wallanlage. Der Blick der Skulptur scheint Richtung Burgberg, an deren Fuße sich das Krumme Tor befindet, gerichtet zu sein.